# Charles Hapgood
Charles H. Hapgood, (1904-1982) was een Amerikaans historicus. Hij heeft vooral bekendheid vergaard met zijn ideeën over de 'poolverschuiving' of in feite correcter aardkorstverschuiving (ECD, earth-crust-displacement), de hoogontwikkelde kennis die nodig zou zijn om oude wereldkaarten te maken en de mogelijkheid van het bestaan van Atlantis op het huidige Antarctica. 

## Biografie
Hapgood haalde zijn doctoraal in middeleeuwse en moderne geschiedenis aan de Harvard-universiteit in 1932. Zijn afstudeerwerk op de Franse Revolutie werd onderbroken door De Grote Depressie. Hij gaf een jaar lang les in Vermont, leidde een communicatiecentrum in Provincetown in Massachusetts en werkte in de staf van Franklin Roosevelts Crafts Commission. 
Tijdens de Tweede Wereldoorlog werkte Hapgood voor de COI (het latere OSS en de CIA), daarna voor het Rode Kruis en daarna werd hij verbindingsofficier tussen het Witte Huis en het Ministerie van Oorlog.
Na de oorlog gaf Hapgood les in geschiedenis aan het Springfield College in New Hampshire. 

## Geologische veranderingen
Op een dag stelde een student hem een vraag over het Verloren Continent van Mu (een verhaal vergelijkbaar met dat van de mysterieuze verdwijning van Atlantis). Dit bracht hem tot een klasseproject over Atlantis. Dit project leidde tot een onderzoek naar de mogelijke manieren waarop grote geologische veranderingen op aarde zouden kunnen plaatsvinden. 
In 1958 publiceerde Hapgood zijn hiermee verzamelde ideeën in zijn boek The Earth's Shifting Crust. Albert Einstein schreef kort voor zijn dood in 1955 het voorwoord van dit boek. In dit boek, alsmede in zijn latere boeken Maps of the Ancient Sea Kings (1966) en The Path of the Pole (1970) stelde Hapgood dat de aardas meerdere malen in de loop van de geologische geschiedenis een onregelmatige verschuiving heeft vertoond. De tegelijk met de publicatie van zijn ideeën in opkomst zijnde theorie van de platentektoniek, beschouwde hij als onzin. Volgens Hapgood was het buitenste deel van de aarde een ononderbroken korst die tijdens catastrofale gebeurtenissen in zijn geheel op drift kon raken. De ideeën van Hapgood zijn niet op geologisch onderzoek gebaseerd en in feite was door geologen op dat moment al geheel aanvaard dat de aardkorst uit verschillende delen was opgebouwd. De platentektoniek, die tegenwoordig gemeen goed is, laat geen ruimte voor zijn ideeën. De ideeën van Hapgood, zelf geen geoloog, hebben onder geologen dan ook geen enkele steun.

## Maps of the Ancient Sea Kings
In zijn boek Maps of the Ancient Sea Kings gebruikt hij een aantal kaarten, waaronder de beroemde kaart van Piri Re'is, waarop een zuidelijk continent te zien is dat sterk lijkt op Antarctica. Volgens Hapgood toont dit aan dat er een poolverschuiving van zo'n 15° moet hebben plaatsgevonden, zo'n 9500 jaar geleden en dat gedeeltes van Antarctica ijsvrij waren in die tijd. Een andere aanwijzing die erop zou duiden dat de polen zijn verschoven is de dikte van het poolijs zelf. Op plaatsen met de minste neerslag is het aanwezige ijs het dikst en oudst. Dit zou ook de locatie zijn van de pool in het verre verleden. In de regio's met de meeste neerslag is het ijs daarentegen het dunst en meest vers. Dit zouden de ijsvrije en meer gematigde streken zijn van het toenmalige continent.
De ideeën van Hapgood zouden ook een verklaring zijn voor de catastrofale overstromingen die in diverse mythen over de hele wereld zouden hebben plaatsgevonden. Niet alleen kennen we de Zondvloed uit de Bijbel, die is gebaseerd op het verhaal van Gilgamesh, maar ook in de verhalen van Plato en onder andere in oude geschriften uit India en Japan.
Met dit boek geeft Hapgood als verklaring voor de correctheid van de oude kaarten van Piri Re'is, Oronteus Finaeus, Mercator en Hadji Ahmed dat er nog voor het einde van de laatste ijstijd een beschaving was die geavanceerder was dan de beschavingen tot 1800 na Christus. Hapgood stelde zijn verzameling oude kaarten ter beschikking aan professor Richard Strachan van het Massachusetts Institute of Technology om het niveau van wiskunde vast te stellen dat nodig moet zijn geweest om de kaarten te maken. Strachan antwoordde op 18 april 1965 dat er een zeer hoog niveau van wiskunde voor nodig was geweest. Sommige kaarten leken op 'a Mercator type projection', lang vóór Mercator zelf. Een 'trigonometric coordinate transformation method' zou moeten zijn gebruikt. De vaststelling van plaatsen op een continent vergt ten minste 'geometric triangulation methods'. Strachan had de indruk dat de kaarten het handwerk van een oude, mysterieuze beschaving was, dat technisch hoogontwikkeld was. Deze mening werd gedeeld door 'reconnaissance experts' van de US Airforce. Lorenzo Burroughs, chef van de '8th Reconnaissance Technical Squadron's Cartographic Section at Westover Air Base' maakte met name van de Oronteus Finaeus Kaart een diepere studie. Volgens hem moesten de bronnen waar de kaart op was gebaseerd getekend zijn middels een projectie, die gelijk is aan de moderne 'Cordiform Projection'. Dit, zei Burroughs: 'suggereert het gebruik van ontwikkelde wiskunde. Verder, de vorm gegeven aan het Antarctische Continent suggereert de mogelijkheid, dan niet waarschijnlijkheid, dat de originele bron kaarten werden opgesteld op een stereografisch of gnomonisch type projectie met het gebruik van spherische trigonometrie. we zijn ervan overtuigd dat de vondsten van u en uw compagnons waarachtig zijn, en dat ze extreem belangrijke vragen oproepen betreffende geologie en oude geschiedenis'.

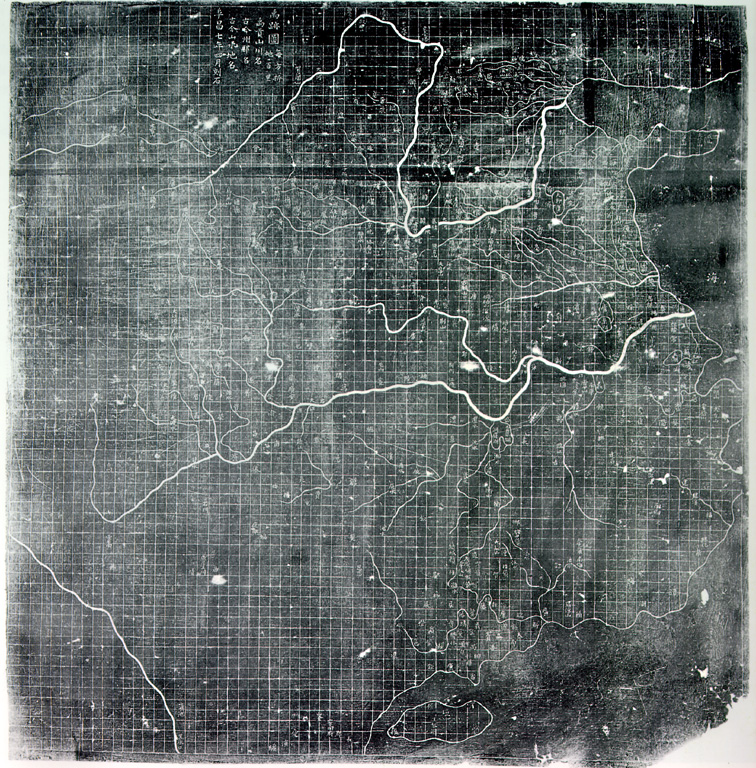
De Yu Ji Tu, of Kaart van de wegen van Yu Gong, gebeiteld in steen in 1137, in het Stele Forest van Xi'an. China's kustlijn en riviersystemen zijn duidelijk op de kaart zichtbaar. De mythische Yu Gong (Yu de Grote) bestreed overstromingen.

Harold Z. Ohlmeyer, luitenant-kolonel van de USAF (United States Airforce), reageerde per brief op 6 juli 1960 op Hapgoods bewering als volgt: 'De bewering dat het onderste stuk van de kaart de Princess Martha Coast van Queen Maud Land Antarctica weergeeft en de Palmer Peninsula is redelijk. We vinden dat dit de meest logische en naar alle waarschijnlijkheid de correcte interpretatie is van de kaart. Het geografische detail te zien in het onderste deel van de kaart komt erg verrassend overeen met de resultaten van het seismische profiel dat in 1949 door de Zweeds-Britse Antarctische Expeditie is gemaakt van de top van de ijskap. Dit betekent dat de kustlijn in kaart werd gebracht voordat het door de ijskap werd bedekt.'
Hapgood deed een nog belangrijkere vondst: Yu Ji Tu, een Chinese kaart op een stenen pilaar van 1137 n. Chr. naar een oudere kaart. Ook hierop dezelfde hoge kwaliteit aan informatie van lengtegraden als de andere kaarten. De lengtegraad kon pas worden vastgesteld met de chronometer van John Harrison, in 1761 met succes getest.
Het is tegenwoordig bekend dat grote delen van Antarctica inderdaad ijsvrij zijn geweest, zoals Koningin Maudland, waaruit overigens niet volgt dat het ook bewoonbaar is geweest.

## Kritiek
Een heel grote zwakheid in Hapgoods ideeën is de aanname dat de oude kaarten correct zijn geïnterpreteerd. De aanname dat kustlijnen in feite overeen zouden komen met kustlijnen die nu onder het ijs liggen is geheel ongefundeerd. Een verschuiving van de aardas, of van Antarctica, zou hebben moeten resulteren in een verandering van de richting van het aardmagnetisch veld ter plaatse. Het paleomagnetische signaal is vastgelegd in sedimentaire gesteenten en kan worden gemeten. Uit geologische gegevens is niet gebleken dat de richting van het magnetisch veld ter plaatse tijdens het Weichselien of het Holoceen een zodanig drastische wijziging heeft ondergaan als Hapgood veronderstelde. Ook het ijsboringenonderzoek heeft geen gegevens opgeleverd die de ideeën van Hapgood zouden ondersteunen. Zijn geologische ideeën berusten niet op geologisch onderzoek. De ideeën van Hapgood ontberen elke wetenschappelijke onderbouwing en zij kunnen dan ook niet als een wetenschappelijke theorie beschouwd worden.

## Invloed
In 1976 schreef Allan W. Eckert een roman gebaseerd op Hapgoods ideeën: The HAB Theory. Graham Hancock werkte verder op Hapgoods ideeën over een verloren hoogontwikkelde beschaving in zijn boeken, zoals Fingerprints of the Gods (1995), waarvan verschillende wereldwijd bestsellers werden.